# Diploglossidae
Diploglossidae är en familj i ordningen fjällbärande kräldjur. Arterna förekommer i Centralamerika, i Västindien och fram till centrala Sydamerika. Familjens medlemmar listades tidigare i familjen kopparödlor.
Dessa kräldjur har en långsträckt kropp, korta extremiteter och en lång svans som lätt kan släppas (autotomi). I underkäken förekommer alltid fler än 15 tänder och tänderna som ligger längre bak har två knölar på toppen. Kroppens längd utan svans varierar mellan 6 cm för Celestus macrotus och 28 cm för vissa arter i släktet Diploglossus.
Arterna förekommer vanligen i skogar. Några familjemedlemmar har även torra gräsmarker eller buskskogar som habitat. Födan utgörs främst av leddjur samt av andra ryggradslösa djur. Fortplantningen sker beroende på art genom äggläggning eller vivipar. De största arterna lägger de flesta ägg eller föder flest ungar per kull.

## Taxonomi
Familjen bildas av tre släkten. Antalet arter är enligt The Reptile Database.
- Celestus, 29 arter.
- Diploglossus, 17 arter.
- Ophiodes, 5 arter.